# Raszid III ibn Ahmad al-Mu’alla
Raszid III ibn Ahmad al-Mu’alla (ur. 1932, zm. 2 stycznia 2009 w Londynie) – emir Umm al-Kajwajn (od 1981), syn emira Ahmada ibn Raszida al-Mu’alli.